# Panamaspecht
Der Panamaspecht (Piculus callopterus) ist eine Vogelart aus der Familie der Spechte (Picidae).
Früher wurde die Art zusammen mit dem Zimtflügelspecht (Piculus simplex) als Unterart (Ssp.) des Weißkehlspechtes (Piculus leucolaemus) angesehen.
Der Vogel ist endemisch in Panama.

Verbreitungsgebiet

Der Lebensraum umfasst feuchten Tiefwald, Waldrand in den Ausläufern der Kordilleren auf der Karibikseite meist zwischen 300 und 900, selten bis 1200 m Höhe.
Die Art ist vermutlich ein Standvogel.
Das Artepitheton kommt von altgriechisch κάλλος kallos, deutsch ‚Schönheit‘, und altgriechisch πτερόν pteron, deutsch ‚Flügel‘.

## Merkmale
Der Vogel ist etwa 17 cm groß. Das Männchen ist von der Stirn über den Scheitel bis zum Nacken rot, hat olivfarbene Zügel und Ohrdecken, die unten von einem weißlichen Streifen abgegrenzt werden. Dazu kommt ein breiter roter Kinnstreif, der seitlich bis an den Hals reicht. Die Unterseite ist bronzefarben bis grün, auch die Flügeldecken, die Flugfedern sind überwiegend zimtfarben bis rotbraun mit dunkelbraunen Binden, die Armschwingen sind überwiegend bräunlich-oliv, die Schwanzoberseite ist schwärzlich gerne mit etwas Zimt- bzw. Rotbraun auf den Steuerfedern. Das Kinn ist blass grünlich, die Kehle und Oberbrust grünlich-oliv mit blass gelblichen dichtstehenden Flecken auf der Brust. Die Unterseite ist gelblich-weiß mit grünlich-olivfarbener Bänderung, an den Unterflügeln etwas zimt- oder rotbraune Fiederung. Der Schnabel ist ziemlich kurz mit leicht gekrümmter Oberkante, eher schmal in Höhe der Nasenlöcher, schwärzlich mit blasserem Unterschnabel. Die Iris erscheint himmelblau oder blassgrau je nach Lichtverhältnissen. Die Beine sind oliv-grau.
Beim Weibchen ist das Rot auf den Hinterkopf beschränkt. Jungvögel sind matter gefärbt, auf der Unterseite unregelmäßiger gebändert, auch auf der Brust unregelmäßiger.
Die Art ist dem Zimtflügelspecht (Piculus simplex) ähnlich, unterscheidet sich durch das dunkle Auge, einen schmalen gelben Wangenstreif und die kräftigere Bänderung der Unterseite. Vom größeren Olivmantelspecht (Colaptes rubiginosus) unterscheiden den Vogel die olivbraunen Kopfseiten und Brustflecken sowie das unauffällige Rotbraun auf den Flügeln.
Der Panamaspecht ist monotypisch.

## Stimme
Der Ruf wird als lautes, scharfes nasales „deeeeah“ oder „nyeeeh-wheet“ beschrieben, auch als Folge abfallender „heew heew heew“-Laute. Die Lautäußerungen unterscheiden sich deutlich von denen des verwandten Litaspechtes (Piculus litae) und des Weißkehlspechtes (Piculus leucolaemus).

## Lebensweise
Die Nahrung besteht aus kleinen Ameisen, die meist einzeln oder paarweise, aber auch in gemischten Jagdgemeinschaften in den Bäumen auf unterer oder mittlerer Höhe gesucht werden.
Die Nisthöhe befindet sich im Stamm von abgestorbenen Bäumen in 3 bis 6 m Höhe.

## Gefährdungssituation
Die Art gilt als nicht gefährdet (Least Concern). Der Gesamtbestand wird auf 20.000 bis 50.000 adulte Tiere geschätzt.